# Gnamptogenys menozzii
Gnamptogenys menozzii är en myrart som först beskrevs av Borgmeier 1928.  Gnamptogenys menozzii ingår i släktet Gnamptogenys och familjen myror. Inga underarter finns listade i Catalogue of Life.